# Zheng Pengfei
Zheng Pengfei (chinesisch 鄭鵬飛; * 7. April 1993) ist ein chinesischer Kanute.

## Erfolge
Zheng Pengfei gewann seine erste internationale Medaille bei den Asienspielen 2014 in Incheon. Im Zweier-Canadier sicherte er sich mit Wang Riwei auf der 1000-Meter-Strecke die Silbermedaille.
Bei den 2021 ausgetragenen Olympischen Spielen 2020 in Tokio ging Zheng in zwei Wettbewerben an den Start. Im Einer-Canadier gelang ihm über den Hoffnungslauf der Halbfinaleinzug und schließlich die Qualifikation für das Finale. Dieses schloss er in 4:14,048 Minuten auf dem achten und letzten Platz ab. Im Zweier-Canadier trat er auf der 1000-Meter-Strecke mit Liu Hao an und erreichte mit ihm nach Siegen im Vorlauf und im Halbfinale ebenfalls den Finallauf. Diesen beendeten sie in 3:25,198 Minuten hinter den siegreichen Kubanern Serguey Torres und Fernando Jorge auf dem zweiten Platz und gewannen damit die Silbermedaille.